# Jean-Thomas Arrighi de Casanova
Jean-Thomas Arrighi de Casanova (sau Jean Toussaint Arrighi de Casanova), născut pe 8 martie 1778 la Corte (Corsica) și decedat pe 22 martie 1853 la Paris, a fost un general al Primului Imperiu Francez. Arrighi era văr cu Napoleon Bonaparte. A servit în armata franceză în calitate de comandant de cavalerie grea.
1. 1 2  Jean Toussaint Arrighi de Casanova, Find a Grave, accesat în 9 octombrie 2017
2. 1 2  Jean, Thomas Arrighi De Casanova De Padoue, base Sycomore, accesat în 9 octombrie 2017
3. 1 2 3  Autoritatea BnF, accesat în 10 octombrie 2015
4. 1 2  senat.fr